# Campos Lindos
Campos Lindos es un municipio brasileño del estado del Tocantins. Municipio creado en 5 de octubre de 1989 e instalado en 1 de enero de 1993. En Campos Lindos está implantado una industria de producción de grano, especialmente de soja. 
Se localiza a una latitud 7° 59′ 38″ S y a una longitud 46° 52′ 05″ O, estando aproximadamente a 287 metros sobre el nivel del mar. Su población estimada en 2009 era de 8 079 habitantes.
Posee un área de 3253,6 km².